# Élisabeth Gentet-Ravasco
Élisabeth Gentet-Ravasco est une auteur dramatique française née le 31 janvier 1958.
Dramaturge depuis 1983, plus d’une quinzaine de ses pièces ont été créées en France (Paris, Festival d’Avignon et régions) et à l’étranger (Royaume-Uni, USA, Liban, Turquie, Belgique et Luxembourg), parmi lesquelles citons, en tout public,, elle écrit aussi pour la radio (France Inter). La Compagnie Picrokole vient de créer sa dernière pièce Après le chaos, interprétée par Véronique Augereau.  
Parallèlement, elle anime des ateliers de pratique artistique (théâtre et écriture) dans les écoles, collèges, lycées, centres culturels et pour la formation professionnelle. Titulaire du DE en art dramatique (Ministère de la Culture), elle a, aussi, été professeur au cours Florent. Elle dirige la maison d'Edition L'Agapante & Cie, spécialisée dans le théâtre contemporain. 
Elle a écrit de nombreux contes pour enfants et nouvelles pour adolescents et adultes.

## Spectacles, créations, tournées
- Après le chaos (prix Artcena 2019)
- Je suis ta mémoire
- Manger
- Collet monté
- La Chanson de Roland
- Adèle Hugo ou J'ai marché sur la mer
- Mort naturelle
- Variation pour cinq fois deux acteurs
- Tête de bois
- Tu crois qu'il va faire de l'orage ?

## Spectacles jeune public
- Charline veut pas se laver[4]
- Charline veut pas aller à l’école
- Le Chat botté, d'après Charles Perrault[5]
- Charline veut pas de petit frère

## Radio
Sur France Inter, émission Les nouveaux maîtres du mystère :
- A crapule, crapule et demie
- Dira, dira pas ?
- Mais qui est en ligne ?
- Il faut bien que jeunesse se passe
- Une île présumée déserte
- Parle-moi de lui
- Rendez-vous au fan club
- Adieu Edouard